# Lingua araba dell'Oman
L'arabo dell'Oman (noto anche come arabo ḥadārī dell'Oman ) è una varietà dell'arabo parlato nelle montagne di Al Ḥajar nell'Oman ed in alcune regioni costiere vicine. È il dialetto arabo più orientale. Nel passato era parlato dai coloni in Kenia e Tanzania, ma oggi rimane ad essere parlato principalmente nell'isola di Zanzibar.

## Fonologia

### Consonanti
|               |               | labiali | interdentali | interdentali | dentali / alveolari | dentali / alveolari | palatali | velari | uvulari | faringali | glottidali |
|               | enf.          | labiali |              | enf.         |                     |                     | palatali | velari | uvulari | faringali | glottidali |
| ------------- | ------------- | ------- | ------------ | ------------ | ------------------- | ------------------- | -------- | ------ | ------- | --------- | ---------- |
| nasali        | nasali        | m       |              |              | n                   |                     |          |        |         |           |            |
| occlusive     | sorde         |         |              |              | t                   | tˤ                  | t͡ʃ       | k      | q       |           | ʔ          |
| occlusive     | sonore        | b       |              |              | d                   |                     | d͡ʒ       | ɡ      |         |           |            |
| fricative     | sorde         | f       | θ            |              | s                   | sˤ                  | ʃ        | x ~ χ  | x ~ χ   | ħ         | h          |
| fricative     | sonore        |         | ð            | ðˤ           | z                   |                     |          | ɣ ~ ʁ  | ɣ ~ ʁ   | ʕ         |            |
| vibranti      | vibranti      |         |              |              | r                   | rˤ                  |          |        |         |           |            |
| approssimanti | approssimanti |         |              |              | l                   | (ɫ)                 | j        | w      |         |           |            |

- Le fricative velari /x, ɣ/ possono essere realizzate come uvulari [χ, ʁ] nel dialetto di Mascate.
- /k, ɡ/ possono essere anche realizzate come palatali [kʲ, ɡʲ] nel dialetto di Mascate.
- [ɫ] può essere allofono di /l/, però raramente è fonematico.[1]

### vocali
|        | anteriori | posteriori |
| ------ | --------- | ---------- |
| chiuse | i iː      | u uː       |
| medie  | eː        | oː         |
| aperte | a aː      | a aː       |

- /a/ può essere realizzata come [æ] quando precede /j/ o qualsiasi consonante non enfatica. Si realizza posteriormente [ɑ] dopo suoni enfatici e può quindi essere realizzato [ʌ] quando abbreviata. La sua equivalente lunga /aː/ si realizza come [ɑː] dopo i suoni enfatici.[2]
- /i/ può essere realizzato come [ɪ] in posizione media e come [ɨ] se abbreviata.
- I suoni /u, uː/ sono spesso realizzati come suoni ravvicinati [ʊ, ʊː]. A volte /u/ può essere realizzato come [ɔ] o [o] dopo suoni enfatici.